# Wubrist Aschal
Wubrist Aschal (* 10. März 2005) ist eine äthiopische Leichtathletin, die sich auf den Langstreckenlauf spezialisiert hat. 2024 wurde sie in Douala Vizeafrikameisterin über 5000 Meter.

## Sportliche Laufbahn
Erste internationale Erfahrungen sammelte Wubrist Aschal im Jahr 2023, als sie bei den U20-Afrikameisterschaften in Ndola in 4:37,78 min die Goldmedaille im 1500-Meter-Lauf gewann und sich auch über 5000 Meter in 16:43,37 min die Goldmedaille sicherte. Im Jahr darauf gewann sie bei den Afrikameisterschaften in Douala in 15:30,25 min die Silbermedaille im 5000-Meter-Lauf hinter ihrer Landsfrau Fantaye Belayneh. 

## Persönliche Bestzeiten
- 1500 Meter: 4:03,86 min, 7. Mai 2022 in Nairobi
- Meile: 4:26,53 min, 10. Juni 2023 in Montesson
- 3000 Meter: 8:33,65 min, 30. Mai 2024 in Oslo
  - 3000 Meter (Halle): 8:40,97 min, 10. Februar 2024 in Liévin
- 5000 Meter: 14:37,28 min, 27. April 2024 in Suzhou